# Рубцов переулок
Рубцо́в переу́лок — улица на востоке Москвы в Басманном районе между Большой Почтовой улицей и Рубцовской набережной.

## Происхождение названия
Назван в конце XIX веке по находившемуся здесь старинному селу Рубцово, известному с 1573 года. Название — от фамилии Рубцовы (упоминается с XVI века) или личного неканонического имени Рубец (возможно, Василий Ильич Рубец — сын Ивана Родионовича Квашни, боярина времён Дмитрия Донского, XIV век). В середине XIX века назывался Ирининский переулок, составляя одно целое с современным 3-м Ирининским переулком.

## Описание
Рубцов переулок начинается от Большой Почтовой напротив 3-го Ирининского переулка, проходит на юго-восток, справа к нему примыкает Чешихинский проезд и выходит на Рубцовскую набережную.

## Здания и сооружения
По нечётной стороне:
- № 4 — издательство «Православный паломник-М»;

По чётной стороне:
- № 10/14, строение 1 — школа № 1204.

## См.также
- Рубцовская набережная
- Рубцов мост